# Pomnik Kazimierza Wielkiego w Bydgoszczy
Pomnik Kazimierza Wielkiego – pomnik konny króla Kazimierza Wielkiego autorstwa Mariusza Białeckiego w Bydgoszczy.

## Historia
Idea wniesienia pomnika Kazimierza Wielkiego w Bydgoszczy zrodziła w czasie obchodów 650. rocznicy lokacji miasta w 1996 roku. W tym samym roku powstał Społeczny Komitet Budowy Pomnika Kazimierza Wielkiego w Bydgoszczy na czele którego stanęła Felicja Gwincińska. .
Pomnik miał być hołdem oddanym królowi, który symbolizuje wielkość i pomyślność Polski, a dla Bydgoszczy zasłużył się poprzez wydanie aktu lokacyjnego 19 kwietnia 1346 r., ulokowanie w mieście starostwa oraz budowę okazałego zamku, który aż do czasu zniszczenia podczas szwedzkiego potopu gościł w swych murach niemal wszystkich polskich królów.
Pieniądze początkowo pochodziły wyłącznie ze zbiórek społecznych, a od 2000 r. w budowę włączyły się władze miasta. Niewielkie kwoty przekazało również stowarzyszenie Bidegast skupiające Niemców pochodzących z Bydgoszczy oraz prywatne osoby z Niemiec.
27 czerwca 2001 r. rada Miasta Bydgoszczy przyjęła uchwałę o realizacji pomnika. 16 sierpnia 2001 r. ogłoszono ogólnopolski konkurs na projekt monumentu, który rozstrzygnięto 14 marca 2002 r.. Wpłynęły nań 32 prace artystów z całego kraju. Jury pod przewodnictwem prof. Sławoja Ostrowskiego postanowiło przyznać pierwszą nagrodę rzeźbiarzowi Mariuszowi Białeckiemu z Gdańska.
Praca rzeźbiarska z gipsu, będąca wzorem do wykonania odlewu powstała w pracowni autora w Rodowie koło Kwidzyna. Odlew pomnika wykonano natomiast w pracowni Roberta Sobocińskiego w Siemianowie pod Śremem przez poznańską pracownię rzeźby "Art-Product".
Cokół monumentu wykonała z czerwonego granitu szwedzkiego firma "Euro-Granit" z Gniewkowa.
Na lokalizację pomnika wybrano początkowo Plac Teatralny. Rozważane były również inne lokalizacje: Stary Rynek, Rybi Rynek, Wyspa Młyńska, skwer przy Brdzie, park Kazimierza Wielkiego, Plac Weyssenhoffa i inne.
Ostatecznie 10 stycznia 2006 r. Społeczny Komitet zadecydował o postawieniu monumentu przy ul. Pod Blankami, w miejscu, gdzie dawnej znajdował się mur miejski. Zaletą tej lokalizacji była możliwość podziwiania pomnika przez kierowców i pasażerów pojazdów poruszających się ulicą Wały Jagiellońskie.
10 lipca 2006 r. wmurowano akt erekcyjny, natomiast uroczyste odsłonięcie pomnika nastąpiło 26 października 2006 r. Tego dnia odbyła się uroczysta sesja rady miasta. Monument został odsłonięty przez prezydenta miasta Konstantego Dombrowicza i Felicję Gwincińską przy hymnie polskim odśpiewanym przez chór Uniwersytetu Kazimierza Wielkiego oraz pokazie fajerwerków.
Od 2006 r. przy pomniku organizowane są okolicznościowe imprezy: turnieje rycerskie, pokazy strojów z epoki kazimierzowskiej, inscenizacje nadania praw miejskich Bydgoszczy.
Od 2017 miejsce manifestacji antyrządowych, m.in. przeciwko reformie sądownictwa.
W 2018 wysunięto koncepcję przesunięcia pomnika na Stary Rynek. Monument miał stanąć w jego południowej części, na osi ul. Mostowej, na cokole umiejscowionym na kilku stopniach. Przewidywano instalację iluminacji pomnika. Projekt wywołał liczne kontrowersje społeczne, w związku z czym prezydent miasta odstąpił od jego realizacji.

## Opis
Rzeźba przedstawia króla w zbroi siedzącego na koniu. Kazimierz Wielki w prawej ręce trzyma berło, a w lewej zwój, który wyobraża akt lokacyjny Bydgoszczy. Twarz monarchy, wzorowana na portrecie Jana Matejki - wyraża dostojeństwo i powagę. Korona, berło, ostrogi z gwiaździstym bodźcem odwzorowują grobowe insygnia królewskie Kazimierza Wielkiego znalezione w 1869 r. w jego wawelskim sarkofagu.
Figura wykonana z brązu stoi na granitowym cokole o wadze 20 ton.
Wymiary pomnika wynoszą: 5 m wysokości i 7 m. długości. Łącznie z cokołem monument ma 7 m wysokości.
Rzeźba waży 3 tony i została przewieziona z pracowni odlewniczej do Bydgoszczy przy pomocy wojska.
Na cokole umieszczono tablicę pamiątkową z napisem: "Kazimierz III Wielki król Polski 1333-1370 Założyciel miasta Bydgoszczy 19 IV 1346".
W otoczeniu pomnika urządzono alejki, posadzono ozdobne rośliny i zainstalowano oświetlenie. Koszt pomnika szacowany początkowo na 400 tys. zł, wyniósł ostatecznie 800 tys. zł.

## Galeria

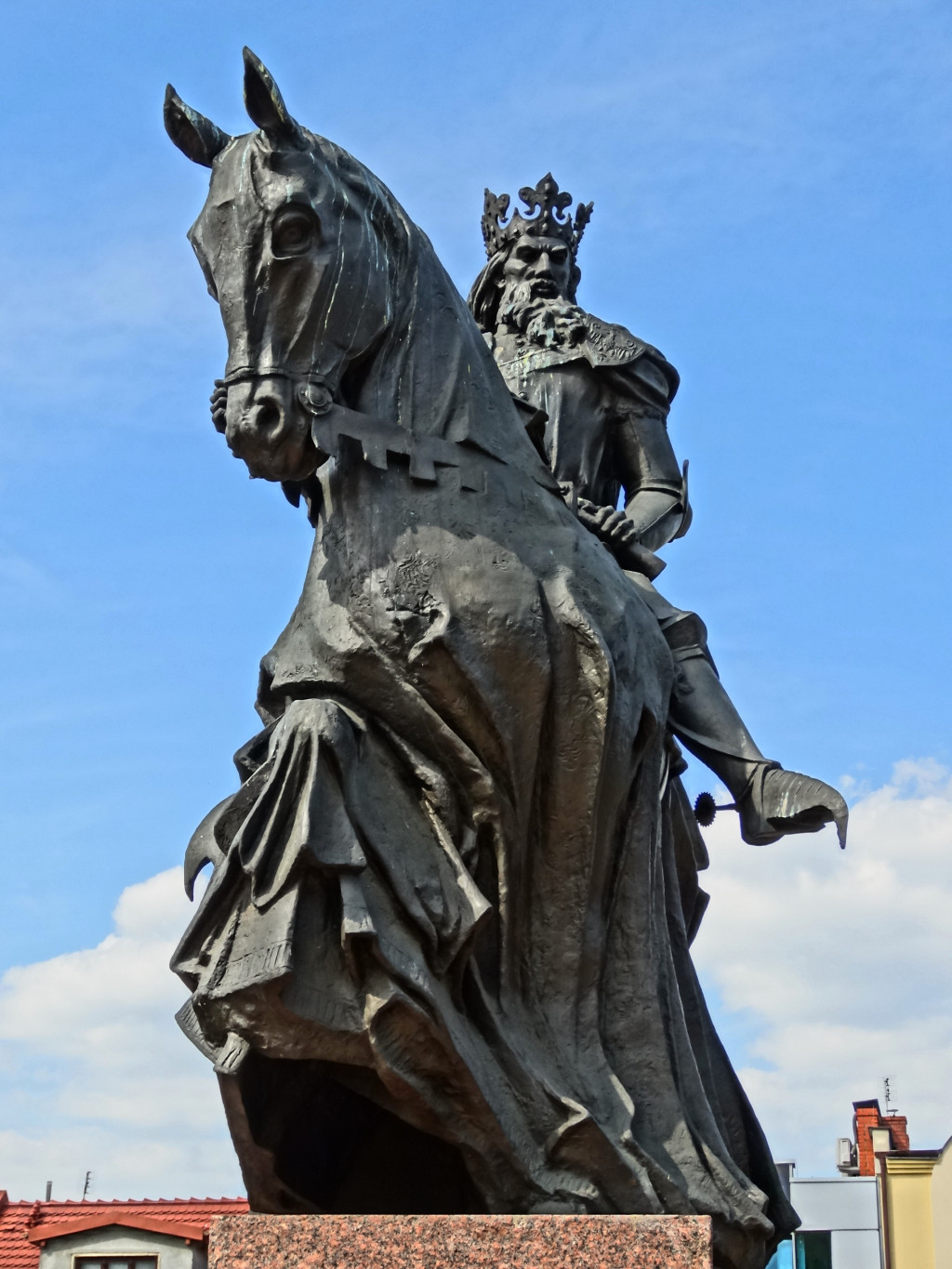
Z przodu
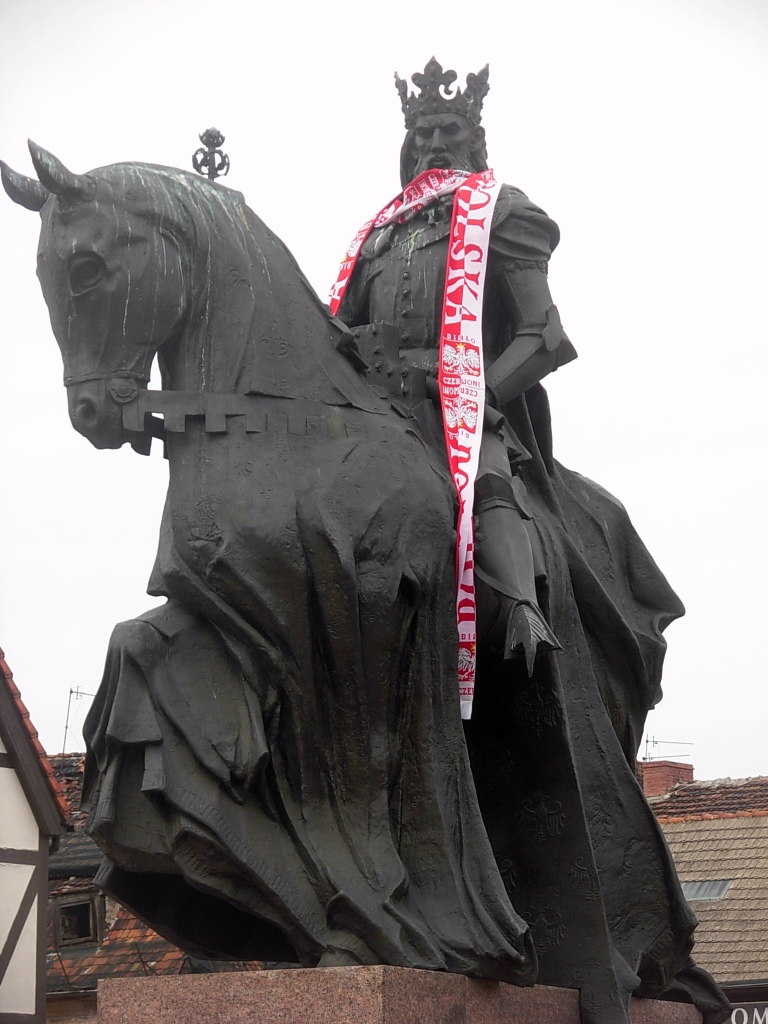
Podczas święta
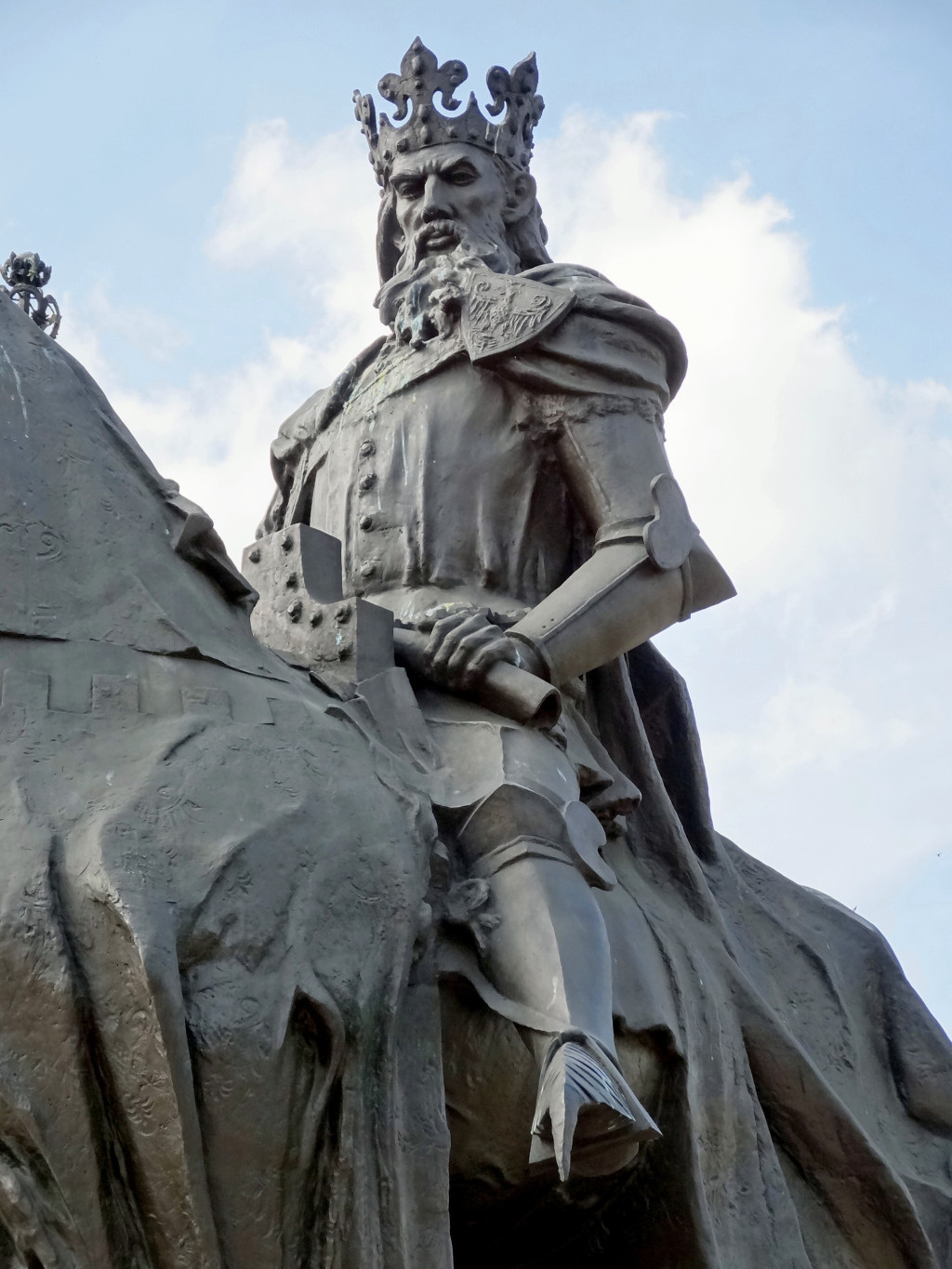
Zbliżenie
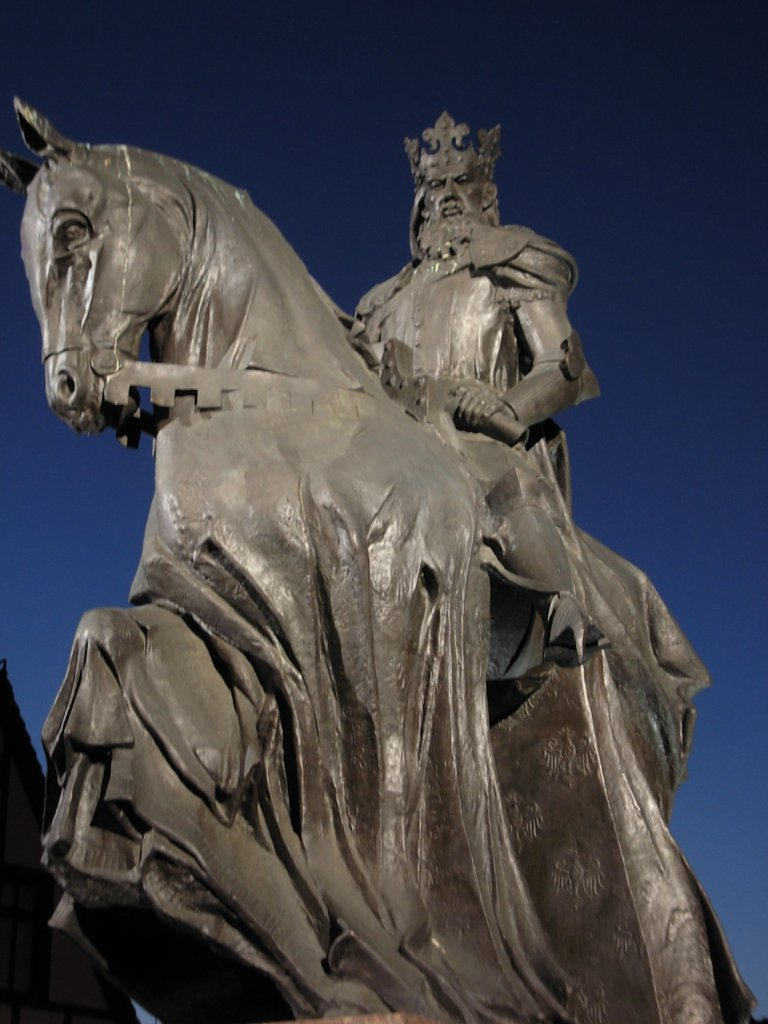
Wieczorem
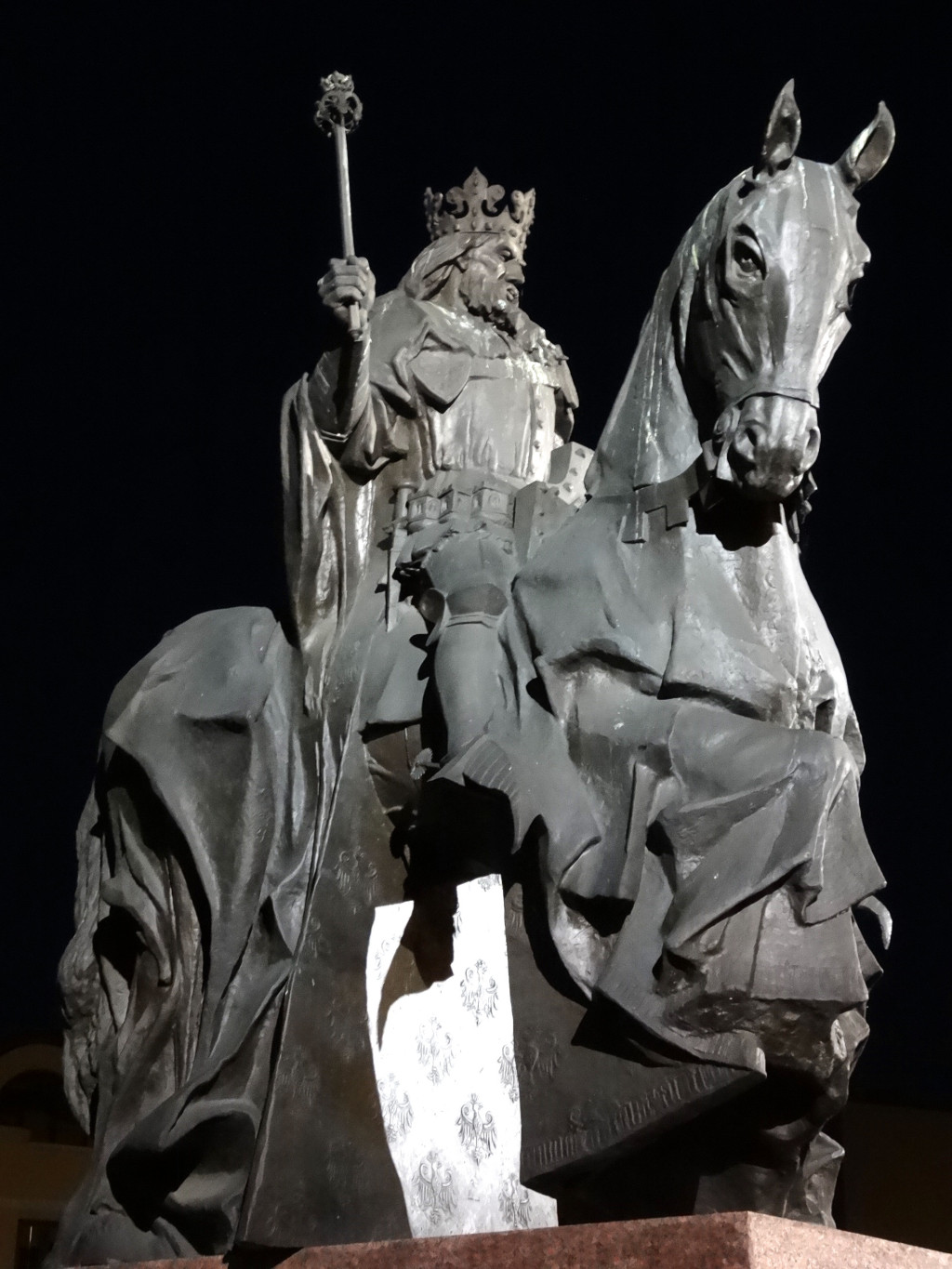
W nocy
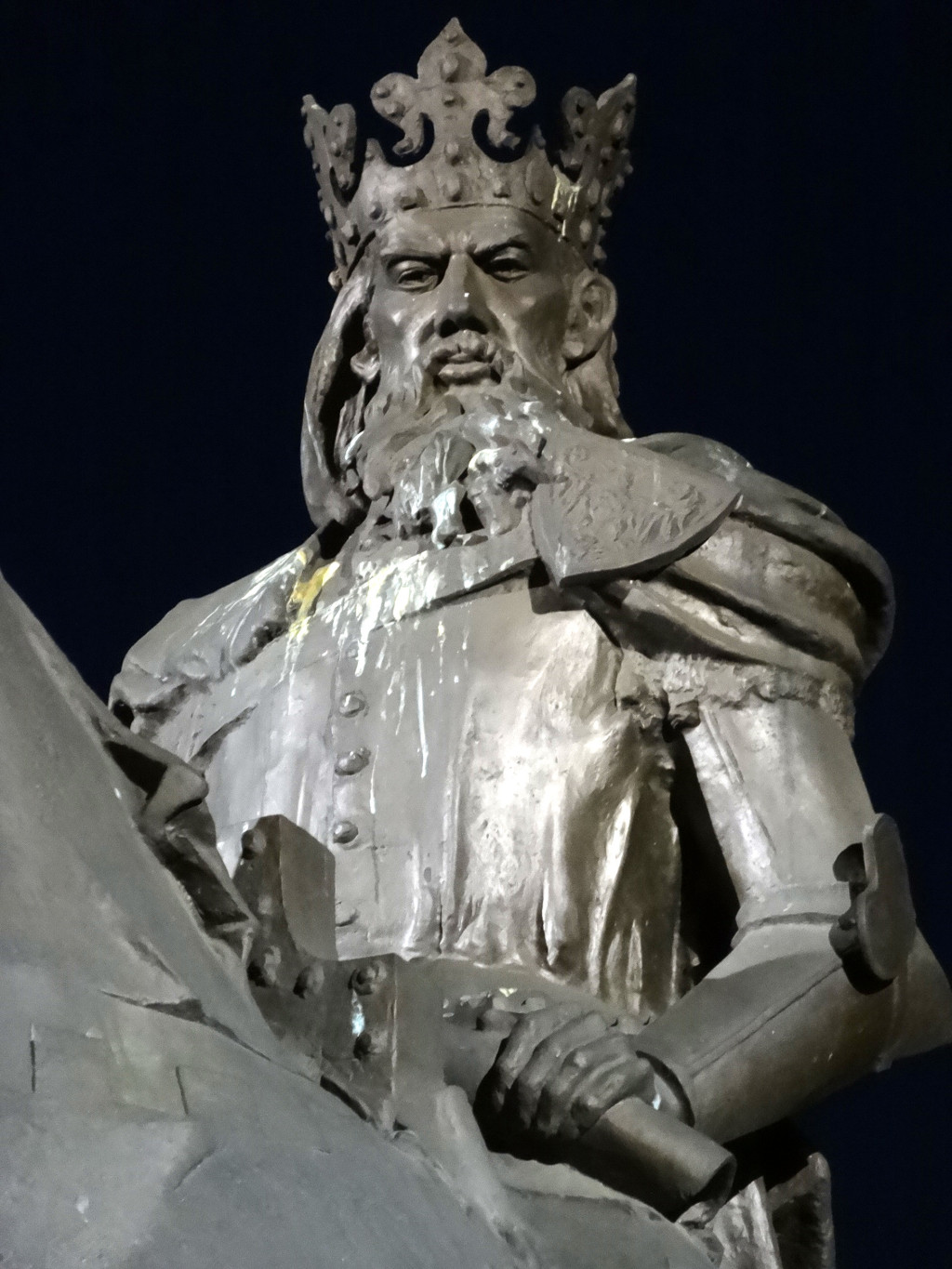
Zbliżenie
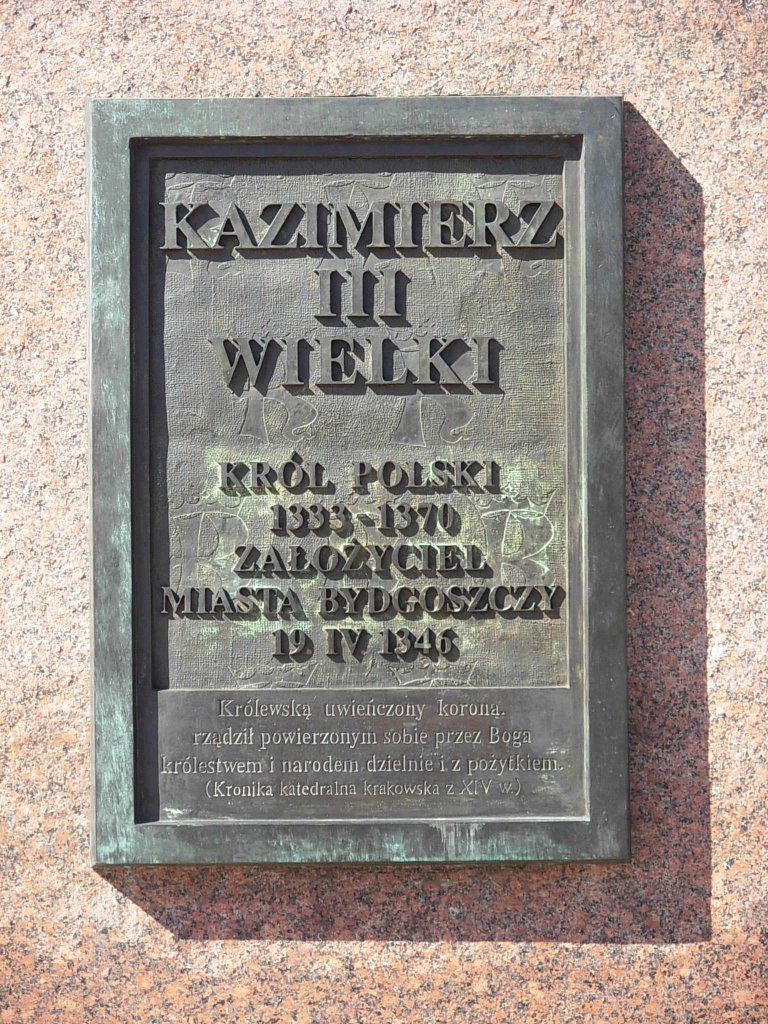
Tablica